# Небогатовский завод
Небогатовский медеплавильный завод — медеплавильный завод, действовавший в 1723—1732 годах на реке Тулва, основанный И. Небогатовым и Г. Красильниковым.

## История создания
Завод работал в 1723—1732 годах.